# Angelica Tița
Angelica Tița (Bucarest, 26 maggio 1950) è un'ex cestista rumena.

## Carriera
Con la Romania ha disputato due edizioni dei Campionati europei (1972, 1974).